# Viktor von Scheuchenstuel
Viktor Ludvík hrabě von Scheuchenstuel (německy Victor Ludwig Graf von Scheuchenstuel) (10. května 1857 Vítkovice – 17. dubna 1938 Vídeň) byl rakousko-uherský generál. V c. k. armádě sloužil od roku 1878, vystřídal působiště na různých místech monarchie, jako posádkový velitel strávil několik let v Čechách (Josefov, Praha). Na začátku první světové války převzal velení armádního sboru v Srbsku, později bojoval také v Itálii, Rumunsku a na východní frontě. V roce 1917 dosáhl hodnosti generálplukovníka a jako vrchní velitel 11. armády bojoval do konce války na italské frontě. V roce 1918 byl povýšen na hraběte, po rozpadu monarchie žil v soukromí ve Vídni.

## Životopis

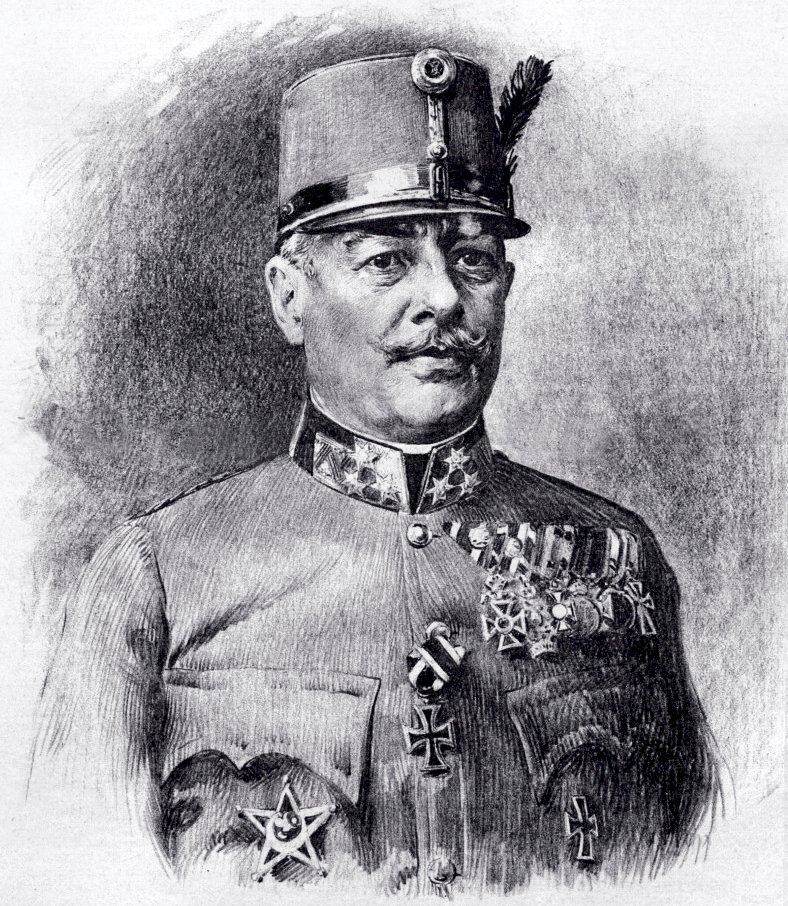
Generálplukovník Viktor von Scheuchenstuel

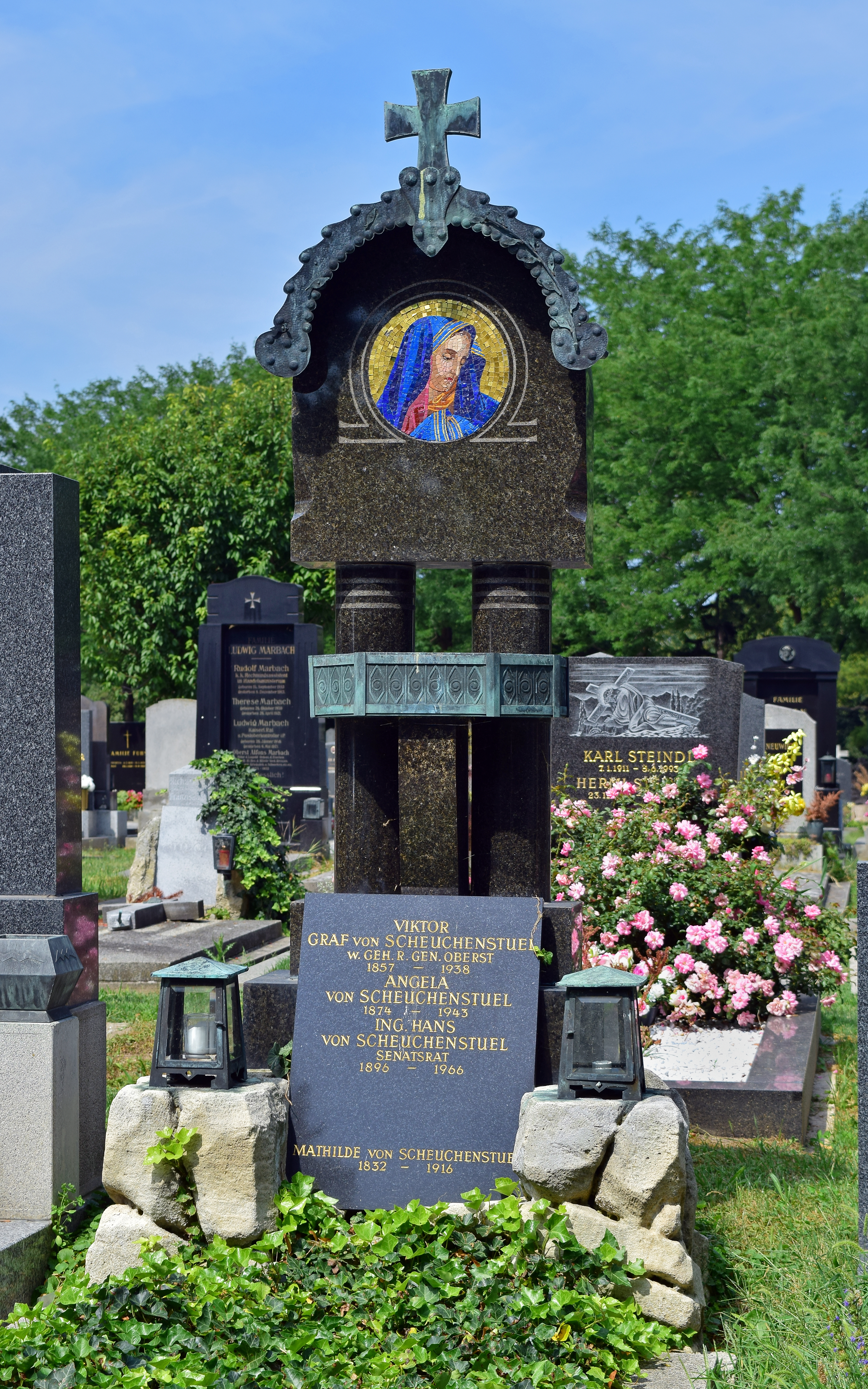
Hrob Viktora Scheuchenstuela na Centrálním hřbitově ve Vídni

Pocházel ze staré německé rodiny, která byla již v roce 1576 povýšena do šlechtického stavu, nikdy ale nedosáhla většího majetku ani vlivu. Narodil se jako nejstarší ze tří synů Viktora Scheuchenstuela, který byl huťmistrem ve vítkovických železárnách. Viktor Ludvík získal vojenské vzdělání na kadetní škole v Hainburgu a do armády vstoupil v roce 1878 jako poručík. Další fázi vzdělání absolvoval na Válečné škole (K.u.k. Kriegschule) ve Vídni (1884–1886) a v hodnosti nadporučíka (1883) byl zařazen do důstojnického sboru generálního štábu, formálně příslušel k 21. pěší brigádě ve Lvově. Postupoval v hodnostech (kapitán 1889, major 1895) a nadále byl důstojníkem generálního štábu, krátce působil také jako velitel štábu pěší divize v Brně. Jako podplukovník (1897) byl šéfem štábu armádního sboru ve Lvově a následně velitelem batalionu u 33. pěšího pluku v Aradu. V roce 1901 byl povýšen na plukovníka a v letech 1903–1907 byl velitelem 50. pluku pěchoty v Brašově.
K datu 1. listopadu 1907 obdržel hodnost generálmajora a převzal velení 69. pěší brigády v Karlsburgu (1907–1909). V letech 1909–1910 byl krátce velitelem 8. horské brigády ve Foči v okupované Bosně a Hercegovině. V letech 1910–1912 byl velitelem 10. pěší divize v Josefově a mezitím byl v roce 1911 povýšen do hodnosti polního podmaršála. Do začátku první světové války nadále sloužil v Čechách a v letech 1912–1914 velel 9. pěší divizi v Praze.

### První světová válka
Na začátku první světové války byl se svou pražskou divizí zařazen do 8. armádního sboru generála Arthura Giesla určeného k invazi do Srbska. Po prvních neúspěších byl Giesl odvolán a velení 8. armádního sboru převzal v září 1914 Scheuchenstuel. Pokračoval v bojích v Srbsku a v prosinci 1914 obsadil Bělehrad, který však musel krátce poté vyklidit. Další úspěchy rakousko-uherské armády na Balkáně byly umožněny jen díky německé pomoci armády generála Mackensena, jemuž byl Scheuchenstuel podřízen. V roce 1915 byl povýšen do hodnosti polního zbrojmistra a v lednu 1916 se zúčastnil útoku na Černou Horu, která byla až do konce první světové války rakousko-uherskou okupační zónou.
Po vyhlášení válečného stavu ze strany Itálie byl se svým armádním sborem převelen na italskou frontu, kde byl začleněn do armádní skupiny arcivévody Evžena. Vojsko arcivévody Evžena vedlo jen částečně úspěšný útok v jižním Tyrolsku. Po Brusilovově ofenzívě byl Scheuchenstuel převelen na východní frontu, kde byl v bojích proti Rusům 8. armádní sbor zcela rozprášen. Kvůli ostrým sporům s vrchním velením (Franz Conrad von Hötzendorf) byl zbaven funkce, osobním rozhodnutím císaře Františka Josefa byl ale v září 1916 znovu povolán do aktivní služby, stal se velitelem nově zformovaného 1. armádního sboru určeného pro rumunskou frontu a zúčastnil se bojů v Karpatech.
V listopadu 1917 byl povýšen do hodnosti generálplukovníka a po maršálu Rohrovi převzal vrchní velení 11. armády na italské frontě. V bojích se potýkal především s nedostatkem potravin, což se nezměnilo ani po intervenci u generálního štábu. Zúčastnil se závěrečné fáze války v Itálii (bitva na Piavě, bitva u Vittorio Veneta). K datu 1. prosince 1918 byl odeslán do penze. Poté žil v soukromí ve Vídni, kde také zemřel a spolu se svými sourozenci je pohřben na vídeňském Ústředním hřbitově (čestná skupina hrobů 15A).

### Tituly a ocenění
Během své vojenské kariéry obdržel řadu ocenění. Byl rytířem Leopoldova řádu s meči, nositelem Řádu železné koruny I. třídy s meči a Řádu železné koruny II. třídy s válečnou dekorací, dále držitelem Vojenského záslužného kříže, Vojenské záslužné medaile a Vojenského jubilejního kříže. Za první světové války získal ocenění také od Mezinárodního červeného kříže a obdržel také vyznamenání od spojeneckých mocností, byl nositelem I. a II. stupně německého Železného kříže a tureckého Železného půlměsíce, dále byl nositelem bádenského Řádu Bertholda I. Jako velitel armádního sboru získal v roce 1914 titul c. k. tajného rady s nárokem na oslovení Excelence. Osobním dopisem císaře Karla I. byl 13. září 1917 povýšen na hraběte, formálně byl diplom s titulem vystaven k datu 3. ledna 1918.